# Rymdraket

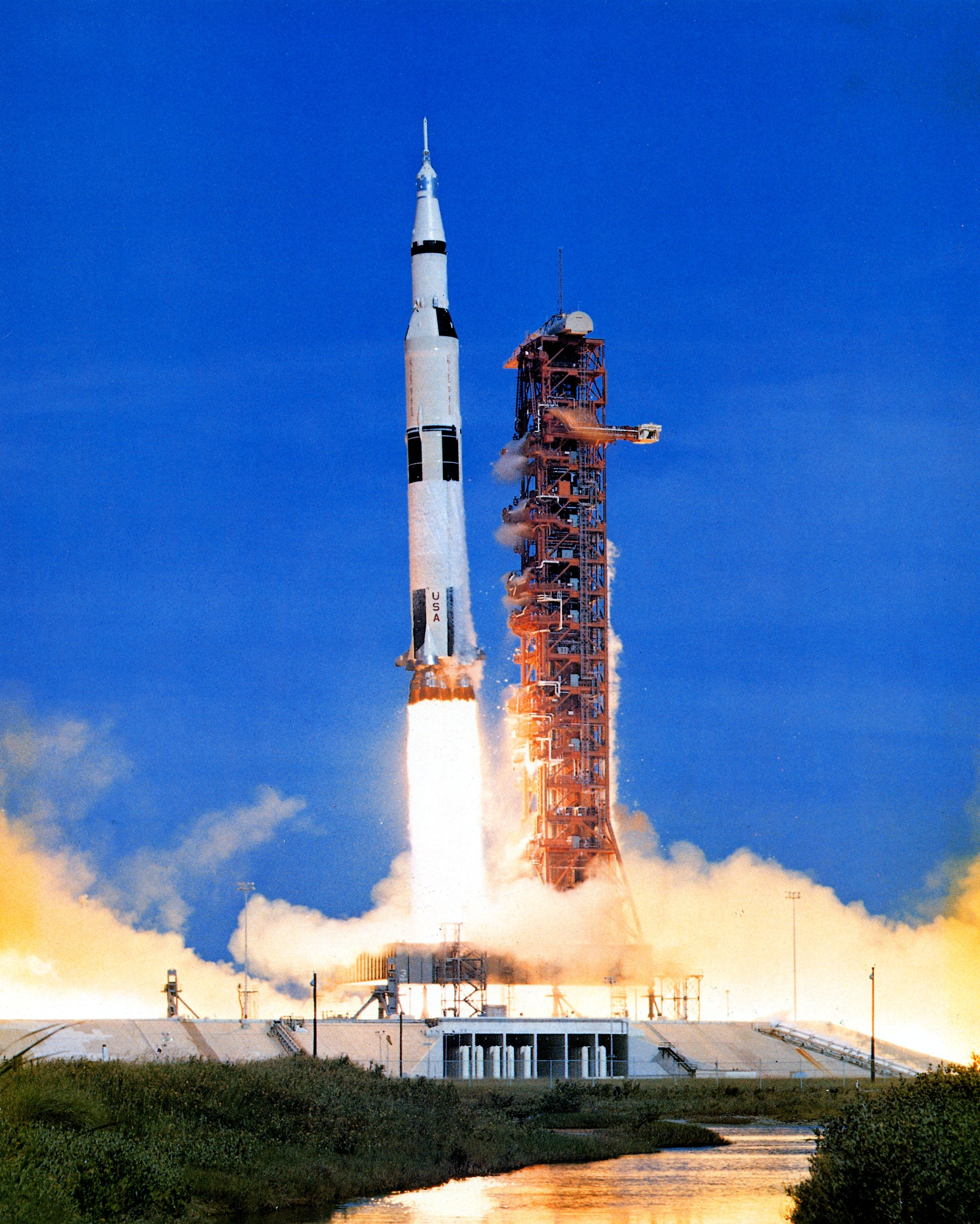
En Saturn V-raket används för att skjuta iväg Apollo 15 från Jorden till Månen 1971.

Rymdraket eller bärraket är en raket som används för att sända iväg rymdfarkoster bort från jordens atmosfär.
Rymdraketen utvecklades mycket genom pionjärarbetet av Konstantin Tsiolkovskij. Hans teoretiska skrifter inspirerade andra mer pragmatiska utvecklare som Robert Goddard och Hermann Oberth. Men den egentliga utvecklingen av raketer kom inte på gång förrän Verein für Raumschiffahrt (Rymdfärdssällskapet) bildades 1927 i Breslau i Tyskland.
Den första rymdraketen sköts upp 3 oktober 1942 från Peenemünde under ledning av generalmajor Walter Dornberger och Wernher von Braun. Den utvecklades under A-serien där den aktuella raketen tillhörde A-4 men mer känt som V-2. Raketen nådde dock aldrig rymden.
Efter slutet på andra världskriget tog utveckling fart av raketer i både USA och Sovjetunionen. Från slutet av 1950-talet kastade de båda länderna in sig i en rymdkapplöpning som kulminerade 1969, då USA genomförde den första bemannade månlandningen. Astronauter drabbas med få undantag av rörelsesjuka, även kallad rymdsjuka.
Sverige har, sedan 1973, aktivt deltagit i den europeiska ansträngning genom bland annat ett deltagande inom bärrakets projekten Ariane. Europa saknade då egna raketer för att skjuta upp satelliter till geostationär bana. USA som i över ett decennium hade haft militärt utvecklade raketer för detta ändamål vägrade att skicka upp kommersiella europeiska satelliter, som kunde konkurrera med amerikanska intressen.
År 2001 beslutade ESA att öka lyftkapacitet från 7,5 till 10 ton och slutligen till 12 ton för Ariane, vilket marknaden efterfrågar varför Ariane 5 under några år blev marknadsledande. En roll som senare övertogs av SpaceXs Falcon 9.

## Amerikanska rymdraketer
- Antares
- Athena I
- Athena II
- Atlas
- Atlas 2
- Atlas 3
- Atlas V
- Atlas G/Centaur D-1
- Delta II
- Delta III
- Delta IV
- Electron
- Falcon 1
- Falcon 9
- Falcon Heavy
- Juno I
- Juno II
- Minotaur I
- Minotaur II
- Minotaur III
- Minotaur IV
- Minotaur V
- Redstone
- Rymdfärja
- Saturn I
- Saturn IB
- Saturn V
- Titan II (raket)
- Titan III
- Titan IV

## Europeiska rymdraketer
- Ariane 1
- Ariane 2
- Ariane 3
- Ariane 4
- Ariane 5
- Ariane 6
- Black Arrow
- Diamant
- Europa
- Vega

## Indiska rymdraketer
- SLV
- ASLV
- PSLV
- GSLV
- GSLV-III
- RLV

## Japanska rymdraketer
- H-II
- H-IIA
- H-IIB
- H-III
- M-V

## Kinesiska rymdraketer
- Chang Zheng 1
- Chang Zheng 1D
- Chang Zheng 2
- Chang Zheng 2A
- Chang Zheng 2C
- Chang Zheng 2D
- Chang Zheng 2E
- Chang Zheng 2F
- Chang Zheng 2F/G
- Chang Zheng 3
- Chang Zheng 3A
- Chang Zheng 3B
- Chang Zheng 3C
- Chang Zheng 4A
- Chang Zheng 4B
- Chang Zheng 4C
- Chang Zheng 5
- Chang Zheng 6
- Chang Zheng 7
- Chang Zheng 9
- Chang Zheng 11

## Ryska/sovjetiska rymdraketer
- Angara
- Dnepr-raket
- Energia
- Kosmos-3M
- Molnija
- N1
- Proton
- R-7
- Sojuz
- Sojuz-2-1v
- Start-1
- Strela
- Tsyklon-2
- Tsyklon-3
- Tsyklon-4
- Zenit

### Fotnoter
1. ↑  ”Vem byggde den första rymdraketen?”. Illustrerad vetenskap. http://illvet.se/teknologi/raketer/vem-byggde-den-forsta-rymdraketen. Läst 14 mars 2016.